# Розжалів
Розжа́лів —  село в Україні, в Шептицькому районі Львівської області. Населення за переписом 2024 року становило 576 осіб.

## Історія

###### Польська республіка(1918–1939)
З 1 серпня 1934 року село Розжалів відносилося до гміни Корчин Сокальського повіту Львівського воєводства.
27 вересня 1939 р. відповідно до Пакту Молотова — Ріббентропа територія гміни, в тому числі село Розжалів були зайняті радянськими військами. В селі була утворена сільська рада, головою було обрано Пишка Дмитра Йосафатовича, секретарем Огінського Федора Олександровича. Село віднесли до районного центру в с. Шевченково (сьогодні Межиріччя), а потім до Сокальського району.
Після приходу радянської влади в селі відбулися численні репресії: було проведено конфіскацію церковної землі і володінь поміщика Слотвінського (зі с. Корчин), котрий мав землі біля Розжалова.
17 січня 1940 р. Указом Президії Верховної Ради УРСР утворено Шевченківський район до якого увійшло село Розжалів. Але 13 вересня 1940 р. східну частину району, в тому числі Розжалів віднесли до Радехівського району.

###### Друга світова війна (1939 - 1945)
22 червня 1941 року село зайняли солдати Третього рейху. З приходом нацистської влади відбулися каральні акції в селі. 
Нацисти насильно забирали молодих людей до Німеччини на примусові роботи. Серед цих людей були: Гнатюк Іван, Гнатюк Анастасія, Іванчина Іван, Мельник Семен, Мельничук Іван, Покиньброда Степан, Покотило Іван, Гаєвський Микола, Волошин Ольга, Покиньброда Йосиф, Грицина Іван.
За участь в підпіллі, німцями було заарештовано: Шульгана Петра (згодом розстріляли в Сокалі) та Фарину Федора (замордували в тюрмі на Лонцького у Львові).
На Зелені свята, в 1943 році нацисти забрали 95 мужчин для служби в СС "Галичина".
В кінці 1943 року через село проходили більшовицькі партизанські частини загону Медвєдєва. Серед населення села вони хапали чоловіків як провідників через ріку Західний Буг. Також обкрадали жителів, забирали теплий одяг, харчі, коней.

## ДіяльністьОУН-УПАна теренах села
Жовтень 1940 р. — в Розжалові перебували на постої члени ОУН з Підгаєцького та Бережанського повітів (уродженці сіл Вибудів, Бишки, Ценів Тернопільської обл.). Вони мали завдання перейти тодішній кордон по річці Західний Буг і дістатися з відповідними дорученнями в Холмщину, котра була під німецької окупацією.
Вранці, 23 жовтня, донеслося кілька пострілів. Мешканці села зрозуміли, що сталася якась біда, бо практично через півгодини приїхало кільканадцять вантажних машин з енкеведистами, було чутно постріли і навіть вибухи. Почався нерівний бій між повстанцями і військами НКВС. Ворог оточив сіножаті, де знаходилися підпільники, які ночували в кількох оборогах сіна. Після двогодинного бою, більшовики запальними кулями підпалили обороги сіна, щоб знищити хлопців-підпільників. Бачучи безвихідність підпільники почали наступ в стороні лісу, частково прорвали лінію і втікали у ліс. Декотрим пощастило вирватися і сховатися у лісі. Зі сторони повстанців упало смертю хоробрих 14 юнаків, а в ворога 7 вбитих. 
Того ж дня після обіду НКВС забрало з Андріївки двох господарів з підводами, щоб вони викопали дві ями і привезли тіла вбитих повстанців. Цим господарям було суворо наказано не розповідати нікому, що тут трапилося.
Під час німецької окупації ті дві ями розкопали і кожного покійного окремо поклали в домовину та з усіма почестями перепоховали на місцевому цвинтарі в Розжалові, на жаль, імена вбитих повстанців невідомі.

###### Розжалівська облава (13–14 грудня 1944 р.)
13–14 грудня 1944 війська НКВС (приблизно 600 солдат) за доносом бунчужного сотні «Пролом» Сокальського ТВ-3 ВО-2 "Буг" УПА-Захід Гнатіва Степана — «Кармелюка», оточили село, в якому на той час знаходилося на постої сотня «Пролом» Сокальського ТВ-3 ВО-2 "Буг" УПА-Захід під командуванням хорунжого «Черемоша» та центральний бункер Служби безпеки ОУН(р) Сокальщини під головуванням Леся Бабського — «Сергія». 
Під час облави було вбито 146 осіб, повстанців та селян, 5 осіб було взято в полон також вщент спалено 60 господарств (а це більше половина села, яке у 1930-х мало 115 обійсть).

## Храмсв. вмч. ПараскевиУГКЦ

Церква св. вмч. Параскеви с.Розжалів УГКЦ (1888р.)

Першу відому розжалівську церкву збудовано в 1729 році за кошти дідича Анджея з роду Цетнерів. Приблизно в 1780 р. до церкви добудували захристію.
В 1886 році на місці старої церкви з 1729 року за стараннями отця-настоятеля М. Фалиса розпочалося будівництво нового храму за проектом Сильвестра Гавришкевича, будівничий — Павло Левицький. 
Будівництво було закінчено в 1888 році в цьому ж році храм освятили. Тоді ж освячено і великий образ художник Корнила Устияновича «Пресвята Богородиця на хмарах, оточена руськими святими і угодниками божими». 
В кін. ХІХ ст. до розжалівської парафії було включено як дочірню парафію сусіднього села Корчин. 
В часи Другої світової війни (1939-1945) церква зазнала пошкоджень, проте згодом була відремонтована прихожанами.
Церква перебуває в юрисдикції Сокальсько-Жовківської єпархії Львівської митрополії Української греко-католицької церкви.
| Роки        | Ім'я, прізвище      |
| ----------- | ------------------- |
| 2008 - 2019 | о. Стефан Василишин |

## Культура
В селі діє бібліотека та Народний дім.
На численних заходах виступає місцевий вокальний ансамбль «Любисток».
Проводяться численні культурно-просвітні заходи з нагоди державних свят, різні тематичні вечори та виставки.

## Освіта
В селі діє Дошкільний навчальний заклад (садок) та Загальноосвітня школа І-ІІ ступеня с. Розжалів.

## Місцеві пам'ятки
В селі є пам'ятний хрест на спомин скасування панщини в 1848 р. та численні меморіальні хрести бійцям ОУН—УПА, які загинули в Розжалівській облаві 13-14 грудня 1944 року.

## Географія
Поблизу села розташований геодезичний пункт.

## Відомі люди

### В селі загинули
При Розжалівській облаві (13–14 грудня 1944):
- «Грицько» (нар. ? — † 13.12.1944) — заступник референта СБ при Проводі ОУН(р);
- Голояд Володимир Григорович — «Чиж» (нар. ? — † 13.12.1944) — співробітник головної референтури СБ при Проводі ОУН(р);
- Бабський Олекса (Лесь) Іванович — "Сергій" (нар. 1918, Поториця — † 13.12.1944) — поручник УПА, референт Сокальської округи Служби безпеки ОУН(р);
- Дінець Богдан Ілліч — "Самур" (нар. 1924, Спасів — † 13.12.1944) — референт Сокальського повіту Служби безпеки ОУН(р);
- Дацюк Микита Іванович — «Ґотур» (нар. ? — † 13.12.1944) — слідчий Сокальської округи СБ ОУН(р);
- Грудка Марія (Лиховид) — «Іра», «Калина» (нар. ? — † 13.12.1944) — секретарка Сокальської округи СБ ОУН(р);
- Новосад Василь Тарасович — «Луцько» (нар. ? — † 13.12.1944) —  секретар Сокальської округи СБ ОУН(р);
- «Парис»-«Безхлібний» (нар. ? — † 13.12.1944) —  контрольний підреферент господарчої референтури Львівського обласного проводу ОУН(р);
- Прокопчук Павло — «Туган» (нар. ? — † 13.12.1944) — господарчий референт Сокальської округи СБ ОУН(р);
- «Грек» (нар. ? — † 13.12.1944) — підпільник;
- «Шалений» (нар. ? — † 13.12.1944) — поручник УПА, командир жандармерії старшинської школи «Олені»;
- Шиндюк Василь — «Сирота», «Щирба» (нар. ? — † 13.12.1944) — чотовий сотні «Кочовики»  Равського ТВ "1" ВО-2 "Буг";
- Томашевський Василь (нар. ? — † 13.12.1944) — підпільник;
- Дмитраш Іван — «Олег», «Кривоніс» (нар. 1919, Полонична — † 13.12.1944) — санітарний референт Сокальської округи СБ ОУН(р) майор медичної служби УПА;
- «Ярема» (нар. ? — † 13.12.1944) — підпільник;
- «Вітрогон» (нар. ? — † 13.12.1944) — підпільник;
- «Черемош» (нар. ? — † 13.12.1944) — хорунжий УПА, командир сотні «Пролом» Сокальського ТВ-3 ВО-2 "Буг";
- Ковальчук Василь (нар. ? — † 13.12.1944) — підпільник;
- Ковальчук Лука (нар. ? — † 13.12.1944) — підпільник;
- Фарина Василь (нар. ? — † 13.12.1944) — підпільник;
- Решетарський Павло (нар. ? — † 13.12.1944) — підпільник;

При інших обставинах:
- «Воронай» (нар. ? — † 16.12.1944) — керівник групи УПА, загинув в бою;[6]
- Поль (нар. ? — † 16.12.1944) — начальник Військово-польової жандармерії УПА, загинув в бою;[7]
- «Хортиця» (нар. ? — † 16.12.1944) — начальник санітарної служби Сокальської округи (ймовірно референт УЧХ Сокальської округи ОУН(р)), загинув в бою;
- «Літун» («Летун») (нар. ? — † 16.12.1944) — командир куреня із ВО-2 «Буг» УПА-Захід;
- Кохалюк Богдан (нар. ? — † 04.02.1946) — стрілець УПА;[8]
- Марцинюк Євген (нар. ? — † 04.02.1946) — стрілець УПА;[9]
- Медведин Іван Васильович ( нар. ? — † 04.02.1946) — стрілець УПА;[10]
- Похолюк Богдан — «Сокіл» (нар. ? — † 04.02.1946) — стрілець УПА;[11]